# Liste des châteaux de la Côte-d'Or
Cet article recense de manière non exhaustive les châteaux (de défense ou d'agrément), maisons fortes, mottes castrales, manoirs, hôtels particuliers, situés dans le département français de la Côte-d'Or. Il est fait état des inscriptions et classements au titre des monuments historiques et inventaire général du patrimoine culturel.

## Liste
| Icône            | Signification    | Abréviations             | Abréviations                  | Abréviations             | Abréviations           |
| ---------------- | ---------------- | ------------------------ | ----------------------------- | ------------------------ | ---------------------- |
| Château fort     | Château fort     | = Bastide                | = Ferme fortifiée             | = Maison forte           | = (Néo-)Palladianisme  |
| Renaissance      | Renaissance      | = Château gascon         | = Folie (montpelliéraine)     | = Manoir, Gentilhommière | = Résidence épiscopale |
| Domaine viticole | Domaine viticole | = Classicisme, classique | = Forteresse, fort(ification) | = Maison (noble)         | = Style Beaux-Arts     |
| Palais           | Palais           | = Commanderie            | = Gothique (flamboyant)       | = Néo-baroque            | = Style Second Empire  |
| Ruine ou disparu | Ruine, disparu   | = Château pinardier      | = Hôtel particulier           | = Néo-classique          | = Style italianisant   |
|                  |                  | = Demeure seigneuriale   | ... = Style Louis XII...XVI   | = Néo-gothique           | = Style troubadour     |
|                  |                  | = Éclectisme             | = Logis (seigneurial)         | = Néo-Renaissance        | = Villa (de Nice)      |
| Baroque, rococo  | Baroque, rococo  | = Édifice religieux      | = Motte castrale/féodale      | = Pavillon de chasse     | = Styles du XXe siècle |

| Type                                                                     | Château                                                                 | Commune                                                 | Protection | Notes                                                                                                  | Coordonnées                 | Illustration |
| ------------------------------------------------------------------------ | ----------------------------------------------------------------------- | ------------------------------------------------------- | --- | --- | --------------------------- | ------------ |
| Château fort · Maison forte                                              | Maison forte d'Agencourt                                                | Agencourt                                               | Inscrit MH (1991) · Notice no PA00112756                                                                                             | Moyen Âge, XVIIe siècle                                                                                | 47° 07′ 41″ N, 4° 58′ 29″ E |              |
| Classicisme, classique                                                   | Château d'Agey                                                          | Agey                                                    | Notice no IA00059716 | XVIIe et XVIIIe siècles, XIXe siècle                                                                   | 47° 17′ 00″ N, 4° 45′ 58″ E |              |
| Classicisme, classique                                                   | Château d'Aiserey                                                       | Aiserey                                                 | | XVIIIe siècle, abrite le centre culturel du verre et du vitrail, salle d'exposition.                   | 47° 10′ 25″ N, 5° 09′ 47″ E |              |
| Renaissance                                                              | Château d'Aisy                                                          | Aisy-sous-Thil                                          | | XVIe siècle, institut thérapeutique éducatif et pédagogique.                                           | 47° 23′ 32″ N, 4° 17′ 11″ E |              |
| Classicisme, classique                                                   | Château d'Ampilly-le-Sec                                                | Ampilly-le-Sec                                          | | XVIIIe et XIXe siècles                                                                                 | 47° 48′ 30″ N, 4° 32′ 01″ E |              |
| Château fort                                                             | Château d'Antigny                                                       | Foissy                                                  | Classé MH (1993) · Notice no PA00112058                                                                                              | Moyen Âge, XVIIe et XVIIIe siècles                                                                     | 47° 07′ 26″ N, 4° 34′ 25″ E |              |
| Néo-classique                                                            | Château d'Arceau                                                        | Arceau                                                  | Notice no IA00125900 | XIXe siècle                                                                                            | 47° 23′ 16″ N, 5° 11′ 25″ E |              |
| Néo-classique                                                            | Château d'Arcelot                                                       | Arceau                                                  | Inscrit MH (1948, 1999) · Notice no PA00112059 · Notice no IA00125904 · Jardin remarquable · Notice no JAR0000032                    | XVIIIe et XIXe siècles visitable                                                                       | 47° 22′ 08″ N, 5° 11′ 35″ E |              |
| Classicisme, classique                                                   | Château d'Arconcey                                                      | Arconcey                                                | Notice no IA21000386 | XVIIe au XVIIIe siècle, propriété privée, ne se visite pas, colombier et portail.                      | 47° 13′ 18″ N, 4° 27′ 21″ E |              |
| Château fort                                                             | Château fort d'Arnay-le-Duc (Tour de la Motte-Forte)                    | Arnay-le-Duc                                            | Classé MH (1921) · Notice no PA00112068                                                                                              | XIVe siècle                                                                                            | 47° 07′ 53″ N, 4° 29′ 11″ E |              |
| Renaissance                                                              | Château d'Arnay-le-Duc (Manoir de Juilly, château des Princes de Condé) | Arnay-le-Duc                                            | Inscrit MH (1926) · Notice no PA00112063                                                                                             | XVIe siècle, centre éducatif, visite des extérieurs                                                    | 47° 07′ 47″ N, 4° 29′ 07″ E |              |
| Château fort · Ruine ou disparu                                          | Château fort d'Aubigny                                                  | Aubigny-lès-Sombernon                                   | Notice no IA00059851 | XVIe siècle, propriété privée, tour carrée, vestiges.                                                  | 47° 18′ 22″ N, 4° 38′ 24″ E |              |
| Château fort · Style troubadour                                          | Château d'Autricourt                                                    | Autricourt                                              | Notice no IA00050519 | XIe et XIVe siècles XVIe et XIXe siècles propriété privée, ne se visite pas                            | 47° 59′ 45″ N, 4° 37′ 04″ E |              |
| Château fort · Classicisme, classique · Domaine viticole                 | Château d'Auvillars                                                     | Auvillars-sur-Saône                                     | Notice no IA00070856 | XVe au XIXe siècle, exploitation viticole, parc, fossé et pont.                                        | 47° 03′ 40″ N, 5° 06′ 16″ E |              |
| Château fort                                                             | Château d'Auxonne                                                       | Auxonne                                                 | Inscrit MH (1926) · Notice no PA00112082                                                                                             | XVe siècle, château forteresse Louis XI                                                                | 47° 11′ 30″ N, 5° 23′ 00″ E |              |
| Renaissance                                                              | Château fort d'Avosnes                                                  | Avosnes (rue du Veau)                                   | Inscrit MH (1971) · Notice no PA00112091                                                                                             | XVIe siècle, propriété privée, visite des extérieurs, façades, tour, escalier.                         | 47° 21′ 43″ N, 4° 38′ 24″ E |              |
| Néo-classique                                                            | Château de Balivet                                                      | Liernais                                                | | XIXe au XXe siècle, lieu-dit l'Huis Billard, propriété privée, tours étroites.                         | 47° 12′ 13″ N, 4° 16′ 41″ E |              |
| Renaissance                                                              | Château de Barbirey                                                     | Barbirey-sur-Ouche                                      | Inscrit MH (2005) · Notice no PA21000032 · Notice no IA00059695 · Notice no JAR0000033                                               | XVIe et XVIIIe siècles, XIXe et XXe siècles                                                            | 47° 15′ 08″ N, 4° 45′ 19″ E |              |
| Château fort · Renaissance                                               | Château de Bard-lès-Époisses                                            | Bard-lès-Époisses                                       | | XIVe au XIXe siècle, propriété privée, tour carrée, jardin.                                            | 47° 31′ 55″ N, 4° 12′ 50″ E |              |
| Classicisme, classique                                                   | Château de Barjon                                                       | Barjon                                                  | | XVIIIe siècle, propriété privée, ne se visite pas, doté de deux tours, faux mâchicoulis.               | 47° 36′ 40″ N, 4° 57′ 29″ E |              |
| Renaissance                                                              | Château du Bas Fossé                                                    | Perrigny-sur-l'Ognon                                    | | XVIe au XXe siècle, propriété privée, ne se visite pas.                                                | 47° 18′ 41″ N, 5° 27′ 07″ E |              |
| Classicisme, classique                                                   | Château de Beaumont-sur-Vingeanne                                       | Beaumont-sur-Vingeanne                                  | Classé MH (1948) · Notice no PA00112098                                                                                              | XVIIIe siècle, visitable                                                                               | 47° 27′ 40″ N, 5° 21′ 55″ E |              |
| Château fort · Néo-classique · Domaine viticole                          | Château de Beaune                                                       | Beaune (rue du Château)                                 | Inscrit MH (1937) · Notice no PA00112110                                                                                             | XVe au XIXe siècle, remparts et château fort, tuiles colorées.                                         | 47° 01′ 26″ N, 4° 50′ 33″ E |              |
| Classicisme, classique                                                   | Château de Beauregard                                                   | Longvic                                                 | Notice no IA21003188 | XVIIIe au XIXe siècle, tourelles, ouvert au public, visite des extérieurs.                             | 47° 16′ 16″ N, 5° 02′ 35″ E |              |
| Renaissance                                                              | Château de Beauregard                                                   | Nan-sous-Thil                                           | Inscrit MH (1987) · Notice no PA00112567                                                                                             | XVIe et XVIIe siècles                                                                                  | 47° 22′ 24″ N, 4° 21′ 54″ E |              |
| Forteresse, fort(ification)                                              | Fort de Beauregard                                                      | Fénay                                                   | Inscrit MH (2006) · Notice no PA21000036                                                                                             | XIXe siècle, ouvert au public.                                                                         | 47° 16′ 05″ N, 5° 02′ 36″ E |              |
| Château fort · Classicisme, classique                                    | Château de Beire-le-Châtel                                              | Beire-le-Châtel                                         | Inscrit MH (1977) · Notice no PA00112131 · Notice no IA00125937 · Notice no IA00125963                                               | XIIIe et XVe siècles, XVIIe et XIXe siècles                                                            | 47° 24′ 47″ N, 5° 12′ 08″ E |              |
| Classicisme, classique                                                   | Château de Belan-sur-Ource                                              | Belan-sur-Ource                                         | Inscrit MH (1991) · Notice no PA00112758                                                                                             | XIXe siècle, privé                                                                                     | 47° 33′ 52″ N, 4° 23′ 29″ E |              |
| Classicisme, classique                                                   | Château de Belleneuve                                                   | Belleneuve                                              | Notice no IA00125977 | XVIIe au XVIIIe siècle, tours, grotte de jardin, toiture vernissée.                                    | 47° 21′ 28″ N, 5° 15′ 50″ E |              |
| Château fort · Classicisme, classique                                    | Château de la Berchère                                                  | Boncourt-le-Bois                                        | Inscrit MH (1946, 1999) · Notice no PA00112149                                                                                       | XVe et XVIIe siècles                                                                                   | 47° 08′ 25″ N, 4° 58′ 41″ E |              |
| Classicisme, classique                                                   | Château de Bessey                                                       | Bessey-lès-Cîteaux                                      | | XVIIIe siècle, location 5 chambres d'hôtes, beau parc de cinq hectares.                                | 47° 09′ 25″ N, 5° 09′ 48″ E |              |
| Manoir, gentilhommière                                                   | Manoir de Bézouotte                                                     | Bézouotte                                               | | XVIe au XIXe siècle, situé au centre du village, cour, colombier, parties agricoles.                   | 47° 22′ 58″ N, 5° 20′ 06″ E |              |
| Classicisme, classique                                                   | Château de Bierre                                                       | Le Val-Larrey (Bierre-lès-Semur)                        | Inscrit MH (1946) · Notice no PA00112139                                                                                             | XVIIIe siècle, propriété privée, visite des extérieurs, beau parc.                                     | 47° 25′ 20″ N, 4° 18′ 02″ E |              |
| Maison forte · Classicisme, classique                                    | Château de Billy-lès-Chanceaux                                          | Billy-lès-Chanceaux                                     | Notice no IA00063635 | Moyen Âge, XVIIe et XVIIIe siècles XIXe siècle                                                         | 47° 33′ 01″ N, 4° 42′ 36″ E |              |
| Classicisme, classique                                                   | Château de Blagny                                                       | Blagny-sur-Vingeanne                                    | Inscrit MH (1988) · Notice no PA00112143 · Notice no IA00126056                                                                      | XVIIIe siècle                                                                                          | 47° 26′ 14″ N, 5° 22′ 11″ E |              |
| Château fort                                                             | Château de Blaisy-Haut                                                  | Blaisy-Haut                                             | | XIIIe et XVIIe siècles                                                                                 | 47° 21′ 50″ N, 4° 45′ 28″ E |              |
| Maison forte · Classicisme, classique                                    | Château de Blancey                                                      | Blancey                                                 | Inscrit MH (1988) · Notice no PA00112144 · Notice no IA21000412                                                                      | XVe et XVIe siècles, XVIIe et XVIIIe siècles                                                           | 47° 18′ 13″ N, 4° 27′ 43″ E |              |
| Classicisme, classique                                                   | Château du Bon Espoir                                                   | Aisey-sur-Seine                                         | | XVIIIe siècle                                                                                          | 47° 45′ 23″ N, 4° 33′ 48″ E |              |
| Château fort · Style Second Empire                                       | Château de Bourbilly                                                    | Vic-de-Chassenay                                        | Inscrit MH (1992) · Notice no PA00112778                                                                                             | XIIIe et XIXe siècles, visitable                                                                       | 47° 27′ 18″ N, 4° 14′ 06″ E |              |
| Néo-classique                                                            | Château de Bousselange                                                  | Bousselange                                             | Notice no IA00070902 | XIXe siècle, propriété privée, ne se visite pas, visible de la rue.                                    | 46° 59′ 25″ N, 5° 15′ 47″ E |              |
| Renaissance                                                              | Château de Bouzot                                                       | Boux-sous-Salmaise                                      | Inscrit MH (1970) · Notice no PA00112152                                                                                             | XVIe siècle                                                                                            | 47° 28′ 06″ N, 4° 38′ 26″ E |              |
| Classicisme, classique                                                   | Château de Brazey                                                       | Brazey-en-Morvan                                        | Inscrit MH (1976) · Notice no PA00112158                                                                                             | XVIIe et XVIIIe siècles                                                                                | 47° 10′ 40″ N, 4° 17′ 24″ E |              |
| Château fort · Ruine ou disparu                                          | Château fort de Brémur                                                  | Brémur-et-Vaurois                                       | Notice no IA00096261 | XIIIe au XIVe siècle, propriété privée, enceinte, tour d'angle, vestiges.                              | 47° 44′ 07″ N, 4° 36′ 20″ E |              |
| Classicisme, classique · Néo-classique                                   | Château de Bressey-sur-Tille                                            | Bressey-sur-Tille                                       | Classé MH (1992) · Notice no PA00112746 · Notice no IA21003157                                                                       | XVIIIe siècle                                                                                          | 47° 18′ 39″ N, 5° 11′ 01″ E |              |
| Maison forte · Classicisme, classique                                    | Château de Bretenière                                                   | Bretenière                                              | Inscrit MH (1996) · Notice no PA21000001 · Notice no IA21003285                                                                      | Moyen Âge, XVIIIe et XIXe siècles                                                                      | 47° 14′ 12″ N, 5° 07′ 01″ E |              |
| Manoir, gentilhommière · Néo-Renaissance                                 | Château de Brochon                                                      | Brochon                                                 | Classé MH (1984) · Notice no PA00112162                                                                                              | XIXe siècle, actuel Lycée Stéphen-Liégeard                                                             | 47° 14′ 18″ N, 4° 58′ 23″ E |              |
| Classicisme, classique                                                   | Château de Brognon                                                      | Brognon                                                 | | XVIIIe siècle, parc à l’anglaise de 50 ha, location salles pour réceptions.                            | 47° 24′ 10″ N, 5° 10′ 13″ E |              |
| Classicisme, classique                                                   | Château de Broin                                                        | Broin                                                   | Notice no IA00070909 | XVIIIe siècle                                                                                          | 47° 04′ 39″ N, 5° 06′ 47″ E |              |
| Classicisme, classique                                                   | Château de Broindon                                                     | Broindon                                                | Inscrit MH (1994) · Classé MH (1995) · Notice no PA00135218                                                                          | XIIe siècle (chapelle), XVIIe et XIXe siècles                                                          | 47° 11′ 54″ N, 5° 02′ 38″ E |              |
| Hôtel particulier · Classicisme, classique                               | Hôtel de Buffon                                                         | Montbard                                                | Classé MH (1988) · Inscrit MH (1988) · Notice no PA00112549 · Maisons des Illustres Notice no MI027 · Notice no M0143                | XVIIIe et XIXe siècles                                                                                 | 47° 37′ 31″ N, 4° 20′ 16″ E |              |
| Château fort · Renaissance                                               | Château de Bussy-la-Pesle                                               | Bussy-la-Pesle                                          | Inscrit MH (2021) · Notice no PA21000106 · Notice no IA00059802                                                                      | XIIIe et XVe siècles XVIe et XIXe siècles                                                              | 47° 22′ 09″ N, 4° 42′ 19″ E |              |
| Château fort · Renaissance                                               | Château de Bussy-Rabutin                                                | Bussy-le-Grand                                          | Classé MH (1862, 2005) · Notice no PA00112169 · Maisons des Illustres Notice no MI028 · Patrimoine en péril (2018)                   | XIIe et XIVe siècles, visites toute l'année                                                            | 47° 33′ 41″ N, 4° 31′ 25″ E |              |
| Classicisme, classique                                                   | Château de Cenfosse                                                     | Liernais (Cenfosse)                                     | | XVIIIe siècle, location chambres d'hôtes, pigeonnier.                                                  | 47° 13′ 06″ N, 4° 17′ 03″ E |              |
| Néo-classique                                                            | Château de Cessey                                                       | Jours-les-Baigneux                                      | | XVIIe siècle.                                                                                          | 47° 00′ 30″ N, 4° 52′ 02″ E | ]            |
| Néo-classique                                                            | Château de Challanges                                                   | Beaune (Challanges)                                     | | XIXe siècle, dans un beau parc arboré, hôtel trois étoiles avec suites.                                | 47° 36′ 18″ N, 4° 36′ 40″ E |              |
| Maison forte                                                             | Maison forte de la ferme de Challanges                                  | Beaune (rue de Combertault)                             | « Photo », notice no AP15R008645 | XIIe siècle                                                                                            | 47° 00′ 38″ N, 4° 52′ 24″ E |              |
| Château fort · Néo-classique                                             | Château de Chamesson                                                    | Chamesson                                               | | Moyen Âge, XIXe siècle                                                                                 | 47° 47′ 29″ N, 4° 32′ 16″ E |              |
| Classicisme, classique                                                   | Château de Champagne                                                    | Champagne-sur-Vingeanne (rue Haute)                     | Notice no IA00126079 | XVIIIe siècle, propriété privée, communs, remise.                                                      | 47° 26′ 50″ N, 5° 23′ 28″ E |              |
| Château fort                                                             | Château de Champrenault                                                 | Champrenault                                            | | XIIIe siècle, propriété privée, tour-saule, tourelle d'escalier hexagonale.                            | 47° 23′ 57″ N, 4° 40′ 48″ E |              |
| Maison forte                                                             | Maison forte de Charmes                                                 | Charmes                                                 | Notice no IA00126103 | XVIe siècle, propriété privée, ne se visite pas, colombier et grange.                                  | 47° 22′ 41″ N, 5° 20′ 42″ E |              |
| Château fort · Ruine ou disparu                                          | Château de Charny                                                       | Charny                                                  | Classé MH (1924) · Notice no PA00112180                                                                                              | XIVe siècle ruines                                                                                     | 47° 20′ 16″ N, 4° 25′ 41″ E |              |
| Château fort                                                             | Château de Châteauneuf-en-Auxois                                        | Châteauneuf-en-Auxois                                   | Classé MH (1894) · Notice no PA00112183                                                                                              | donjon carré du XIIe siècle, logis du XVe siècle, visitable                                            | 47° 13′ 03″ N, 4° 38′ 24″ E |              |
| Château fort                                                             | Château de Châtellenot                                                  | Châtellenot                                             | | XIIe et XVe siècles                                                                                    | 47° 14′ 09″ N, 4° 29′ 33″ E |              |
| Château fort                                                             | Château de Chaudenay                                                    | Chaudenay-le-Château                                    | Inscrit MH (1950) · Notice no PA00112208                                                                                             | XIIIe et XIVe siècles                                                                                  | 47° 10′ 43″ N, 4° 38′ 48″ E |              |
| Maison forte                                                             | Maison forte de Chaudenay (Chevannay)                                   | Chevannay                                               | | XIVe siècle, propriété privée, tour carrée transformée en chapelle.                                    | 47° 22′ 52″ N, 4° 39′ 18″ E |              |
| Maison forte · Classicisme, classique                                    | Château de La Chaume                                                    | Corgoloin                                               | Notice no IA21005096 | XVe au XVIIIe siècle, propriété privée, ne se visite pas, colombier, jardin.                           | 47° 05′ 14″ N, 4° 55′ 17″ E |              |
| Château fort                                                             | Château de Chazeuil                                                     | Chazeuil                                                | Inscrit MH (1937) · Notice no PA00112211                                                                                             | XIVe siècle                                                                                            | 47° 33′ 36″ N, 5° 16′ 09″ E |              |
| Style troubadour                                                         | Château de Chenecières                                                  | Saint-Marc-sur-Seine                                    | | XIXe siècle                                                                                            | 47° 42′ 38″ N, 4° 35′ 52″ E |              |
| Maison forte                                                             | Maison forte de Cheuge                                                  | Cheuge                                                  | Notice no IA00126111 | XVe au XVIe siècle, propriété privée ne se visite pas, vestiges d'une tour ronde.                      | 47° 23′ 31″ N, 5° 23′ 45″ E |              |
| Maison forte · Classicisme, classique                                    | Château de Chevannay                                                    | Chevannay                                               | | XVe au XVIIIe siècle, propriété privée, ne se visite pas, remplace une maison forte.                   | 47° 23′ 44″ N, 4° 39′ 17″ E |              |
| Château fort · Renaissance                                               | Château de Chevigny                                                     | Millery                                                 | Inscrit MH (1994) · Notice no PA00132754                                                                                             | XIVe siècle, XVIe et XVIIIe siècles                                                                    | 47° 31′ 29″ N, 4° 19′ 42″ E |              |
| Maison forte · Classicisme, classique                                    | Château de Chevigny-Saint-Sauveur                                       | Chevigny-Saint-Sauveur                                  | | XIIe et XVIIIe siècles                                                                                 | 47° 18′ 15″ N, 5° 08′ 14″ E |              |
| Classicisme, classique                                                   | Château de Chivres                                                      | Chivres                                                 | Notice no IA00070935 | XVIIIe siècle, de plan symétrique, propriété privée, ne se visite pas, cour.                           | 46° 58′ 44″ N, 5° 05′ 44″ E |              |
| Château fort · Classicisme, classique                                    | Château de Chorey                                                       | Chorey-les-Beaune                                       | Inscrit MH (1976) · Notice no PA00112213 · Notice no IA21004705                                                                      | Moyen Âge, XVIIIe et XIXe siècles                                                                      | 47° 02′ 55″ N, 4° 51′ 55″ E |              |
| Classicisme, classique                                                   | Château de Cissey                                                       | Merceuil                                                | Notice no IA21005329 | XVIIIe siècle, propriété privée, ne se visite pas, visible de l'extérieur.                             | 46° 57′ 33″ N, 4° 51′ 50″ E |              |
| Château fort · Classicisme, classique · Néo-classique · Domaine viticole | Château de Citeaux                                                      | Meursault                                               | Notice no IA21004777 Notice no IA21004778 Notice no IA21004779                                                                       | XIIe au XIXe siècle, caves du XIIe siècle restaurées.                                                  | 46° 58′ 38″ N, 4° 46′ 22″ E |              |
| Château fort · Ruine ou disparu                                          | Château de Clomot                                                       | Clomot                                                  | Inscrit MH (1928) · Notice no PA00112218                                                                                             | XVe siècle                                                                                             | 47° 11′ 18″ N, 4° 29′ 13″ E |              |
| Château fort · Renaissance · Domaine viticole                            | Château du Clos de Vougeot                                              | Vougeot                                                 | Classé MH (1949) · Notice no PA00112745                                                                                              | XIIe et XVIe siècles                                                                                   | 47° 10′ 30″ N, 4° 57′ 19″ E |              |
| Classicisme, classique                                                   | Château de Collonges-lès-Bévy                                           | Collonges-lès-Bévy                                      | Inscrit MH (1975) · Notice no PA00112220                                                                                             | XVIIe et XVIIIe siècles                                                                                | 47° 10′ 07″ N, 4° 51′ 11″ E |              |
| Château fort · Classicisme, classique · Domaine viticole                 | Château de la Commaraine                                                | Pommard                                                 | Notice no IA21004857 | XIIIe au XVIIe siècle, exploitation viticole, tours rectangulaires, cour carrée.                       | 47° 00′ 38″ N, 4° 47′ 42″ E |              |
| Château fort · Classicisme, classique                                    | Château de Commarin                                                     | Commarin                                                | Classé MH (1949) · Notice no PA00112222                                                                                              | XIVe et XVIIIe siècles                                                                                 | 47° 15′ 19″ N, 4° 38′ 55″ E |              |
| Maison (noble) · Domaine viticole                                        | Maison comte Senard                                                     | Aloxe-Corton                                            | Notice no IA21004647 Notice no IA21004648                                                                                            | XIIIe et XVIIIe siècles, XIXe et XXe siècles                                                           | 47° 03′ 57″ N, 4° 51′ 33″ E |              |
| Château fort · Ruine ou disparu                                          | Château de Conforgien                                                   | Saint-Martin-de-la-Mer                                  | Inscrit MH (1995) · Notice no PA00135225                                                                                             | XIVe et XVIe siècles                                                                                   | 47° 13′ 53″ N, 4° 12′ 41″ E |              |
| Château fort · Néo-gothique                                              | Château de Corabœuf                                                     | Ivry-en-Montagne                                        | Classé MH (1989) · Inscrit MH (1989, 1999) · Notice no PA00112493 · Notice no IA00061298                                             | XVe et XVIe siècles, XVIIIe et XIXe siècles                                                            | 47° 01′ 24″ N, 4° 38′ 20″ E |              |
| Château fort · Classicisme, classique                                    | Château de Corcelles-les-Arts                                           | Corcelles-les-Arts                                      | Inscrit MH (1976) · Notice no PA00112224                                                                                             | XIIe et XVe siècles, XVIIe siècle                                                                      | 46° 57′ 05″ N, 4° 47′ 49″ E |              |
| Néo-gothique                                                             | Château de Corton                                                       | Aloxe-Corton                                            | Notice no IA21004629 | XIXe siècle, propriété privée ne se visite pas.                                                        | 47° 03′ 49″ N, 4° 51′ 30″ E |              |
| Manoir, gentilhommière · Domaine viticole                                | Château Corton C.                                                       | Aloxe-Corton                                            | Inscrit MH (2017) · Notice no PA21000090 · Notice no IA21004631 · Notice no IA21004632 · Notice no IA21004630                        | XVIIIe et XIXe siècles                                                                                 | 47° 04′ 00″ N, 4° 51′ 38″ E |              |
| Manoir, gentilhommière · Domaine viticole                                | Château Corton Grancey                                                  | Aloxe-Corton                                            | Notice no IA21004646 | XVIIe et XVIIIe siècles, XIXe siècle                                                                   | 47° 04′ 05″ N, 4° 51′ 47″ E |              |
| Château fort · Classicisme, classique                                    | Château de Couchey                                                      | Couchey                                                 | Notice no IA21005196 | XIIIe au XVIIIe siècle, visible de l'extérieur, tours circulaires et tours rectangulaires.             | 47° 15′ 35″ N, 4° 58′ 43″ E |              |
| Maison forte                                                             | Château de Courcelles-lès-Montbard                                      | Courcelles-lès-Montbard                                 | Classé MH (1992) · Notice no PA00112239 · Notice no IA21003951                                                                       | XIIIe et XVe siècles                                                                                   | 47° 35′ 40″ N, 4° 23′ 52″ E |              |
| Maison forte                                                             | Château de Courcelles-lès-Semur                                         | Courcelles-lès-Semur                                    | Inscrit MH (1999) · Notice no PA21000019                                                                                             | XIIIe et XVe siècles, XVIIe siècle                                                                     | 47° 27′ 27″ N, 4° 17′ 46″ E |              |
| Classicisme, classique                                                   | Château de Courlon                                                      | Courlon                                                 | | XVIIe au XIXe siècle, de style moyenâgeux, propriété privée, deux tours.                               | 47° 39′ 01″ N, 5° 00′ 21″ E |              |
| Château fort · Classicisme, classique                                    | Château de Courtivron                                                   | Courtivron                                              | Inscrit MH (1971) · Notice no PA00112241                                                                                             | XIVe et XVIIIe siècles                                                                                 | 47° 32′ 23″ N, 4° 58′ 06″ E |              |
| Néo-classique                                                            | Château de Couternon                                                    | Couternon                                               | « Photo », notice no APHF000683 | XVIIIe au XXe siècle, douves, propriété privée, ne se visite pas.                                      | 47° 20′ 05″ N, 5° 09′ 17″ E |              |
| Classicisme, classique                                                   | Château de Créancey                                                     | Créancey                                                | Inscrit MH (1971) · Notice no PA00112242 · Notice no IA21000474                                                                      | XVIIe et XVIIIe siècles                                                                                | 47° 14′ 48″ N, 4° 35′ 05″ E |              |
| Classicisme, classique                                                   | Château de Crécey-sur-Tille                                             | Crécey-sur-Tille                                        | | XVIIIe siècle, propriété privée, pigeonnier, fossés en eau, jardin.                                    | 47° 33′ 31″ N, 5° 07′ 33″ E |              |
| Style Louis XV                                                           | Château de Cussigny                                                     | Corgoloin                                               | Inscrit MH (1960, 1965) · Notice no PA00112225 · Notice no IA21005094                                                                | XVIIIe siècle                                                                                          | 47° 04′ 57″ N, 4° 56′ 53″ E |              |
| Château fort · Classicisme, classique                                    | Château de Darcey                                                       | Darcey                                                  | | XIVe au XVIIIe siècle, accueille une entreprise de transport aujourd'hui.                              | 47° 33′ 00″ N, 4° 34′ 07″ E |              |
| Château fort · Ruine ou disparu                                          | Château de Dijon                                                        | Dijon                                                   | Inscrit MH (1941) · Notice no PA00112259 · Notice no IA21002148 · Notice no IA21002150 · Notice no IA21002151 · Notice no IA21002152 | XVe siècle, château royal, démoli au XIXe siècle, disparu                                              | 47° 19′ 26″ N, 5° 02′ 10″ E |              |
| Classicisme, classique                                                   | Château de Dracy-lès-Vitteaux                                           | Marcilly-et-Dracy                                       | | XVIIIe au XIXe siècle, enceinte carrée, tour-porche.                                                   | 47° 24′ 35″ N, 4° 30′ 35″ E |              |
| Château fort · Ruine ou disparu                                          | Château ducal de Duesme                                                 | Duesme                                                  | | XIIe siècle                                                                                            | 47° 38′ 38″ N, 4° 41′ 04″ E |              |
| Château fort · Ruine ou disparu                                          | Château des ducs de Bourgogne                                           | Aisey-sur-Seine (La Barque)                             | Notice no IA00096226 | XIIe et XVe siècles                                                                                    | 47° 44′ 43″ N, 4° 35′ 27″ E |              |
| Château fort · Ruine ou disparu                                          | Château des ducs de Bourgogne                                           | Châtillon-sur-Seine                                     | Classé MH (1909) · Notice no PA00112190 · Notice no IA21000032                                                                       | Xe et XIIe siècles, XIVe siècle                                                                        | 47° 30′ 48″ N, 4° 20′ 38″ E |              |
| Palais · Renaissance · Gothique (flamboyant) · Classicisme, classique    | Palais des ducs de Bourgogne                                            | Dijon                                                   | Classé MH (1862, 1926) · Notice no PA00112427 · Patrimoine mondial (2015) UNESCO                                                     | XIVe et XVe siècles, XVIIe et XVIIIe siècles, visitable                                                | 47° 19′ 18″ N, 5° 02′ 29″ E |              |
| Château fort · Ruine ou disparu                                          | Château des ducs de Bourgogne (Château de Talant)                       | Talant                                                  | Inscrit MH (1975) · Notice no PA00112686                                                                                             | XIIIe siècle, seule une cave du château a été conservée                                                | 47° 20′ 53″ N, 4° 59′ 00″ E |              |
| Néo-classique                                                            | Château d'Échalot                                                       | Échalot                                                 | Notice no IA00054364 | XIXe siècle, propriété privée, ne se visite pas, colombier, restes de tours.                           | 47° 36′ 52″ N, 4° 50′ 17″ E |              |
| Château fort · Classicisme, classique                                    | Château d'Écutigny                                                      | Écutigny                                                | Inscrit MH (1992) · Classé MH (1994) · Notice no PA00112776                                                                          | XVe siècle, XVIIe et XVIIIe siècles                                                                    | 47° 05′ 12″ N, 4° 37′ 20″ E |              |
| Château fort                                                             | Château d'Éguilly                                                       | Éguilly                                                 | Classé MH (1993) · Inscrit MH (1993) · Notice no PA00112442 · Notice no IA21000478                                                   | XIIe et XVe siècles, visitable                                                                         | 47° 18′ 12″ N, 4° 30′ 15″ E |              |
| Classicisme, classique                                                   | Château d'Entre-Deux-Monts                                              | Nuits-Saint-Georges                                     | Inscrit MH (2008) · Notice no PA00112574 · Notice no IA21005052 · Notice no IA21005338                                               | XVIIe siècle, ouvert au public.                                                                        | 47° 10′ 50″ N, 4° 55′ 11″ E |              |
| Château fort · Renaissance                                               | Château d'Époisses                                                      | Époisses                                                | Classé MH (1992) · Notice no PA00112444                                                                                              | XIIe et XVIIIe siècles, visitable                                                                      | 47° 30′ 27″ N, 4° 10′ 16″ E |              |
| Renaissance                                                              | Château d'Essarois                                                      | Essarois                                                | Inscrit MH (1947) · Notice no PA00112446                                                                                             | XVIe et XVIIIe siècles, privé                                                                          | 47° 30′ 27″ N, 4° 10′ 16″ E |              |
| Classicisme, classique                                                   | Château d'Étais                                                         | Étais                                                   | Notice no IA00062896 | XVIIe au XIXe siècle, propriété privée, ne se visite pas, cour, portail, colombier, chapelle.          | 47° 42′ 28″ N, 4° 26′ 14″ E |              |
| Renaissance · Classicisme, classique                                     | Château d'Étalante (Château de Champhibert)                             | Étalante                                                | Notice no IA00054378 | XVIIIe siècle, privé                                                                                   | 47° 38′ 31″ N, 4° 45′ 41″ E |              |
| Renaissance                                                              | Château d'Étrabonne                                                     | Champagne-sur-Vingeanne (rue du Moulin)                 | Inscrit MH (2019) · Notice no PA21000097                                                                                             | XVIe au XIXe siècle, remise, étable.                                                                   | 47° 26′ 41″ N, 5° 23′ 20″ E |              |
| Classicisme, classique                                                   | Château de Flammerans                                                   | Flammerans                                              | « Photo », notice no APTCF18573 | XVIIIe siècle, bâtiments en U autour d'une cour, hôtel-restaurant.                                     | 47° 13′ 43″ N, 5° 26′ 57″ E |              |
| Château fort · Classicisme, classique                                    | Château de Flavignerot                                                  | Flavignerot                                             | | XIVe au XXe siècle, propriété privée, tour en fer à cheval, pigeonnier carré.                          | 47° 16′ 31″ N, 4° 54′ 59″ E |              |
| Classicisme, classique                                                   | Château de Flée                                                         | Le Val-Larrey (Flée)                                    | Inscrit MH (1983) · Notice no PA00112459                                                                                             | XVIIIe siècle                                                                                          | 47° 26′ 12″ N, 4° 19′ 50″ E |              |
| Classicisme, classique                                                   | Château de Fontaine-Française                                           | Fontaine-Française                                      | Classé MH (1945) · Inscrit MH (1993, 2017) · Notice no PA00112465                                                                    | XVIIe et XVIIIe siècles, visitable                                                                     | 47° 31′ 37″ N, 5° 22′ 07″ E |              |
| Château fort · Édifice religieux                                         | Château de Fontaine-lès-Dijon                                           | Fontaine-lès-Dijon                                      | Inscrit MH (1988) · Notice no PA00112467                                                                                             | XIe et XIXe siècles visitable                                                                          | 47° 20′ 45″ N, 5° 00′ 57″ E |              |
| Classicisme, classique                                                   | Château de la Forgeotte                                                 | Saint-Nicolas-lès-Cîteaux                               | Notice no IA21005346 | XVIIe siècle, tourelle polygonale, élevage de daims.                                                   | 47° 08′ 54″ N, 5° 05′ 40″ E |              |
| Maison forte · Ferme fortifiée                                           | Maison forte du Fossé                                                   | Échevannes                                              | Inscrit MH (1984) · Classé MH (1986) · Notice no PA00112441                                                                          | XVe et XVIe siècles                                                                                    | 47° 32′ 24″ N, 5° 08′ 26″ E |              |
| Château fort                                                             | Château de Frôlois                                                      | Frôlois                                                 | Inscrit MH (977, 1991) · Notice no PA00112470                                                                                        | XIIIe et XVIe siècles, XVIIe et XVIIIe siècles                                                         | 47° 31′ 41″ N, 4° 37′ 55″ E |              |
| Maison forte                                                             | Château de Gamay                                                        | Saint-Aubin                                             | Inscrit MH (1991) · Notice no PA00112772 · Notice no IA00061447                                                                      | XIIe et XIVe siècles, XVe et XVIe siècles                                                              | 46° 57′ 26″ N, 4° 43′ 17″ E |              |
| Classicisme, classique                                                   | Château de Gemeaux                                                      | Gemeaux                                                 | Inscrit MH (1989) · Notice no PA00112748                                                                                             | XVIIIe siècle                                                                                          | 47° 28′ 41″ N, 5° 08′ 31″ E |              |
| Château fort · Domaine viticole                                          | Château de Gevrey-Chambertin                                            | Gevrey-Chambertin                                       | Inscrit MH (1993) · Notice no PA00125315                                                                                             | XIe et XIIIe siècles, ne se visite plus depuis 2012.                                                   | 47° 13′ 46″ N, 4° 57′ 55″ E |              |
| Néo-classique                                                            | Château de Gevrolles (Château du Breuil)                                | Gevrolles                                               | Notice no IA00050511 | XIXe siècle, location deux chambres d'hôtes, sellerie aménagée pour réceptions.                        | 47° 59′ 08″ N, 4° 46′ 32″ E |              |
| Classicisme, classique                                                   | Château de Gilly-lès-Cîteaux (Château des abbés de Citeaux)             | Gilly-lès-Cîteaux                                       | Inscrit MH (1978) · Notice no PA00112478                                                                                             | XVIIe et XVIIIe siècles                                                                                | 47° 10′ 19″ N, 4° 58′ 55″ E |              |
| Château fort · Renaissance                                               | Château de Gissey (Tour Marmont)                                        | Gissey-sous-Flavigny                                    | Classé MH (1980) · Notice no PA00112479                                                                                              | XIIIe et XVe siècles, XVIe siècle                                                                      | 47° 30′ 47″ N, 4° 35′ 24″ E |              |
| Classicisme, classique                                                   | Château de Gissey-le-Vieil                                              | Gissey-le-Vieil                                         | | XVIIe siècle, beau porche de style classique, propriété privée.                                        | 47° 19′ 15″ N, 4° 29′ 00″ E |              |
| Classicisme, classique                                                   | Château de Gouville                                                     | Corcelles-les-Monts                                     | | XVIIIe siècle                                                                                          | 47° 17′ 52″ N, 4° 57′ 58″ E |              |
| Classicisme, classique                                                   | Château de Grancey                                                      | Grancey-le-Château-Neuvelle                             | Inscrit MH (2000) · Notice no PA00112482                                                                                             | XVIIIe et XIXe siècles                                                                                 | 47° 40′ 01″ N, 5° 01′ 34″ E |              |
| Château fort                                                             | Château de Grand-Champ                                                  | Soussey-sur-Brionne                                     | Classé MH (1984) · Notice no PA00112683                                                                                              | XIIIe au XIVe siècle, propriété privée, visible de l'extérieur.                                        | 47° 19′ 18″ N, 4° 30′ 50″ E |              |
| Château fort                                                             | Château de Grignon                                                      | Grignon                                                 | Inscrit MH (1976) · Notice no PA00112486                                                                                             | XIIe siècle                                                                                            | 47° 33′ 39″ N, 4° 24′ 33″ E |              |
| Classicisme, classique                                                   | Château Guenichot de Nogent                                             | Rouvres-en-Plaine                                       | | XVIIIe siècle                                                                                          | 47° 14′ 41″ N, 5° 08′ 19″ E |              |
| Château fort                                                             | Château de Gurgy-la-Ville                                               | Gurgy-la-Ville                                          | Notice no IA00050301 | XIIe et XVe siècles, privé                                                                             | 47° 18′ 13″ N, 4° 20′ 05″ E |              |
| Château fort                                                             | Château de Hauteroche                                                   | Hauteroche                                              | | | 47° 29′ 58″ N, 4° 34′ 51″ E |              |
| Château fort · Classicisme, classique                                    | Château de Jours-en-Vaux                                                | Val-Mont (Jours-en-Vaux)                                | Notice no IA21005301 | XIVe au XIXe siècle, accolé à l'église, enceinte polygonale.                                           | 47° 02′ 36″ N, 4° 35′ 16″ E |              |
| Renaissance                                                              | Château de Jours-lès-Baigneux                                           | Jours-lès-Baigneux                                      | Classé MH (1964) · Notice no PA00112497                                                                                              | XVIe siècle                                                                                            | 47° 37′ 50″ N, 4° 36′ 02″ E |              |
| Classicisme, classique                                                   | Château de Laborde                                                      | Meursanges                                              | Notice no IA21005285 | XIVe au XXe siècle, location chambres d'hôtes, deux tourelles carrées.                                 | 46° 58′ 23″ N, 4° 55′ 57″ E |              |
| Maison (noble) · Néo-classique · Éclectisme                              | Château de Lacanche (Maison Coste)                                      | Lacanche                                                | Inscrit MH (2002) · Notice no PA21000026                                                                                             | XIXe siècle                                                                                            | 47° 04′ 37″ N, 4° 33′ 41″ E |              |
| Château fort · Classicisme, classique                                    | Château de Lacour                                                       | Lacour-d'Arcenay                                        | Inscrit MH (1993, 2020) · Notice no PA00125316 · Notice no PA21000102                                                                | XIVe et XVIIIe siècles                                                                                 | 47° 21′ 43″ N, 4° 15′ 20″ E |              |
| Classicisme, classique                                                   | Château de Lantenay                                                     | Lantenay                                                | Classé MH (1963, 1988) · Inscrit MH (1988) · Notice no PA00112504                                                                    | XVIIe et XVIIIe siècles, XIXe siècle                                                                   | 47° 20′ 36″ N, 4° 52′ 15″ E |              |
| Château fort · Classicisme, classique                                    | Château de Lantilly                                                     | Lantilly                                                | Inscrit MH (1968, 1994) · Classé MH (1995) · Notice no PA00112505 · Jardin remarquable · Notice no JAR0000035                        | XVIIIe siècle                                                                                          | 47° 32′ 36″ N, 4° 22′ 54″ E |              |
| Château fort · Ruine ou disparu                                          | Château de Laperrière                                                   | Laperrière-sur-Saône                                    | | XIIIe siècle disparu au début du XIXe siècle                                                           | 47° 06′ 38″ N, 5° 20′ 24″ E |              |
| Château fort · Classicisme, classique                                    | Château de Larrey                                                       | Larrey                                                  | Inscrit MH (1972) · Notice no PA00112506 · Notice no IA00062945                                                                      | XIe et XIIIe siècles XIVe et XVe siècles, XVIe et XVIIe siècles                                        | 47° 53′ 10″ N, 4° 26′ 17″ E |              |
| Château fort · Ruine ou disparu                                          | Château de Layer                                                        | Saulon-la-Chapelle                                      | « Photo », notice no AP15R009195 | XIIe au XIXe siècle, propriété privée, pigeonnier rond, donjon ruiné.                                  | 47° 13′ 14″ N, 5° 06′ 06″ E |              |
| Château fort · Ruine ou disparu                                          | Château de Ledavrée                                                     | Clamerey                                                | Inscrit MH (1928) · Notice no PA00112214                                                                                             | XVe siècle                                                                                             | 47° 22′ 46″ N, 4° 23′ 45″ E |              |
| Renaissance                                                              | Château de Leuglay                                                      | Leuglay                                                 | Notice no IA00050311 | XVIe siècle, propriété privée, ne se visite pas, en mauvais état, pas d'historique.                    | 47° 48′ 55″ N, 4° 47′ 28″ E |              |
| Maison forte · Renaissance                                               | Château de Longecourt-en-Plaine                                         | Longecourt-en-Plaine                                    | Inscrit MH (1946) · Notice no PA00112513 · Notice no IA21003904                                                                      | XIIIe et XVIe siècles, XVIIIe et XIXe siècles, visitable en période estivale                           | 47° 11′ 49″ N, 5° 09′ 10″ E |              |
| Néo-classique                                                            | Château de Longvic                                                      | Longvic                                                 | Notice no IA21003190 | XVe au XIXe siècle, maison municipale, visite des extérieurs, arbres centenaires.                      | 47° 17′ 11″ N, 5° 03′ 43″ E |              |
| Renaissance                                                              | Château de Lusigny-sur-Ouche                                            | Lusigny-sur-Ouche                                       | Inscrit MH (1943) · Classé MH (1945) · Notice no PA00112514                                                                          | XVIe et XVIIe siècles                                                                                  | 47° 05′ 18″ N, 4° 40′ 26″ E |              |
| Château fort · Renaissance                                               | Château de Lux                                                          | Lux                                                     | Inscrit MH (1946) · Notice no PA00112516                                                                                             | XIIIe siècle, XVIe et XVIIIe siècles                                                                   | 47° 29′ 31″ N, 5° 12′ 43″ E |              |
| Classicisme, classique                                                   | Château de Mâcon                                                        | Saint-Martin-de-la-Mer                                  | | XVIIe au XIXe siècle, propriété privée, ne se visite pas.                                              | 47° 14′ 58″ N, 4° 14′ 37″ E |              |
| Classicisme, classique                                                   | Château Magnin                                                          | Brazey-en-Plaine                                        | | XVIIIe au XXe siècle, maison communale                                                                 | 47° 08′ 08″ N, 5° 12′ 57″ E |              |
| Renaissance                                                              | Vieux château de Magny-la-Ville                                         | Magny-la-Ville                                          | | XVe siècle, propriété privée.                                                                          | 47° 28′ 54″ N, 4° 25′ 49″ E |              |
| Renaissance                                                              | Château de la Tuilerie (Magny-la-Ville)                                 | Magny-la-Ville                                          | | XIXe siècle propriété privée ne se visite pas, pigeonnier rond.                                        | 47° 28′ 53″ N, 4° 25′ 20″ E |              |
| Classicisme, classique                                                   | Château de Magny-lès-Aubigny                                            | Magny-lès-Aubigny                                       | Inscrit MH (1976, 1921) · Notice no PA00112518                                                                                       | XVIIIe siècle                                                                                          | 47° 06′ 54″ N, 5° 10′ 29″ E |              |
| Château fort · Ruine ou disparu                                          | Château de Mâlain (Château fort Saint-Georges)                          | Mâlain                                                  | Notice no IA00059664 | XIe et XIVe siècles, XVe et XVIe siècles                                                               | 47° 19′ 37″ N, 4° 47′ 18″ E |              |
| Ruine ou disparu                                                         | Château des Maillys                                                     | Les Maillys                                             | | XVIe et XVIIe siècles                                                                                  | 47° 08′ 13″ N, 5° 20′ 06″ E |              |
| Classicisme, classique · Domaine viticole                                | Château de la Maltroye                                                  | Chassagne-Montrachet                                    | Notice no IA21004904 | XVIIIe siècle, ouvert au public, chambres d'hôtes.                                                     | 46° 56′ 07″ N, 4° 43′ 33″ E |              |
| Château fort · Classicisme, classique                                    | Château de Marcellois                                                   | Marcellois                                              | | XIVe au XIXe siècle, propriété privée, ne se visite pas, tourelle d'angle.                             | 47° 21′ 01″ N, 4° 36′ 43″ E |              |
| Château fort                                                             | Château de Marigny-le-Cahouët                                           | Marigny-le-Cahouët                                      | Inscrit MH (1929, 2008) · Notice no PA00112526                                                                                       | XIIe et XVe siècles, XVIe et XIXe siècles                                                              | 47° 27′ 35″ N, 4° 27′ 49″ E |              |
| Néo-classique                                                            | Château Marmont                                                         | Châtillon-sur-Seine                                     | « Photo », notice no IVR26_19922103060                                                                                               | XIXe siècle                                                                                            | 47° 51′ 52″ N, 4° 34′ 03″ E |              |
| Styles xxe siècle · Domaine viticole                                     | Château de Marsannay                                                    | Marsannay-la-Côte                                       | Inscrit MH (1942) · Notice no PA00112531 · Notice no IA21005233                                                                      | XXe siècle, location salle réceptions, pigeonnier.                                                     | 47° 16′ 01″ N, 4° 59′ 04″ E |              |
| Classicisme, classique                                                   | Château de Masse                                                        | Corcelles-les-Arts                                      | Notice no IA21005317 | XVIIe siècle, propriété privée.                                                                        | 46° 56′ 22″ N, 4° 48′ 01″ E |              |
| Château fort · Renaissance                                               | Château de Mauvilly                                                     | Mauvilly                                                | Inscrit MH (2019) · Notice no PA21000098 · Notice no IA00054133                                                                      | XVe et XVIe siècles, XVIIIe et XIXe siècles                                                            | 47° 42′ 23″ N, 4° 41′ 41″ E |              |
| Château fort · Classicisme, classique                                    | Château de Meilly-sur-Rouvres                                           | Meilly-sur-Rouvres                                      | Notice no IA21000534 | XVe au XVIIe siècle, propriété privée, porte fortifiée, communs.                                       | 47° 12′ 31″ N, 4° 33′ 54″ E |              |
| Château fort · Renaissance                                               | Château du Meix                                                         | Le Meix                                                 | | XIVe au XIXe siècle, propriété privée, tourelles, pigeonnier rond, tour-porche, fossés secs.           | 47° 36′ 07″ N, 4° 56′ 17″ E |              |
| Renaissance · Domaine viticole                                           | Château de Melin                                                        | Auxey-Duresses                                          | | XVIe siècle, chambres d'hôtes et salle de réception.                                                   | 46° 58′ 51″ N, 4° 42′ 34″ E |              |
| Maison forte · Château fort · Renaissance                                | Château de Ménessaire                                                   | Ménessaire                                              | Inscrit MH (1973, 1999) · Notice no PA00112535                                                                                       | XIIe et XVe siècles, XVIIe siècle                                                                      | 47° 07′ 55″ N, 4° 08′ 41″ E |              |
| Renaissance · Ruine ou disparu                                           | Château de Ménétreux                                                    | Ménétreux-le-Pitois                                     | | XVIe et XVIIIe siècles, tour et pigeonnier                                                             | 47° 33′ 43″ N, 4° 28′ 13″ E |              |
| Renaissance                                                              | Château de Mercey                                                       | Saint-Prix-lès-Arnay                                    | | XVIe au XIXe siècle, propriété privée, ne se visite pas, tour ronde isolée.                            | 47° 06′ 24″ N, 4° 31′ 21″ E |              |
| Néo-classique                                                            | Château du Mesnil (Dumesnil)                                            | Brazey-en-Plaine                                        | Inscrit MH (2006) · Notice no PA21000045                                                                                             | XVIIIe au XIXe siècle, propriété de la commune, bureau de poste, studio de danse.                      | 47° 08′ 03″ N, 5° 13′ 00″ E |              |
| Château fort · Néo-gothique                                              | Château fort de Meursault                                               | Meursault                                               | Notice no IA21004783 | XIVe au XIXe siècle, propriété communale, mairie, tourelle carrée.                                     | 46° 58′ 42″ N, 4° 46′ 07″ E |              |
| Classicisme, classique · Domaine viticole                                | Château de Meursault                                                    | Meursault                                               | Notice no IA21004812 Notice no IA21004813 Notice no IA21004814 Notice no IA21004815                                                  | XVIIe et XIXe siècles                                                                                  | 46° 58′ 26″ N, 4° 46′ 26″ E |              |
| Château fort · Classicisme, classique                                    | Château de Mimeure                                                      | Mimeure                                                 | Notice no IA21005336 | XIVe au XVIIe siècle, propriété privée, visible de l'extérieur, cour polygonale.                       | 47° 09′ 05″ N, 4° 29′ 44″ E |              |
| Château fort · Renaissance                                               | Château de Minot                                                        | Minot                                                   | Inscrit MH (1992) · Notice no PA00112786 · Notice no IA00054177                                                                      | XIe siècle, XVe et XVIIe siècles                                                                       | 47° 39′ 53″ N, 4° 52′ 16″ E |              |
| Renaissance · Ruine ou disparu                                           | Château de Mirebeau-sur-Bèze                                            | Mirebeau-sur-Bèze                                       | Notice no IA00126174 | XVIe siècle, propriété privée, visite des extérieurs, enceinte et 3 tours.                             | 47° 24′ 02″ N, 5° 18′ 54″ E |              |
| Château fort · Classicisme, classique                                    | Château de Missery                                                      | Missery                                                 | Classé MH (1981) · Notice no PA00112544                                                                                              | XIVe siècle, XVIIe et XVIIIe siècles                                                                   | 47° 18′ 32″ N, 4° 22′ 16″ E |              |
| Château fort · Renaissance                                               | Château de Molinot                                                      | Molinot                                                 | Inscrit MH (1990) · Classé MH (1994) · Notice no PA00112755 · Notice no IA00061321                                                   | XIVe et XVIe siècles, XVIIe et XVIIIe siècles                                                          | 47° 00′ 41″ N, 4° 35′ 02″ E |              |
| Château fort · Classicisme, classique                                    | Château de Moloy                                                        | Moloy                                                   | | XIVe au XVIIIe siècle, de plan en U, propriété privée, ne se visite pas.                               | 47° 32′ 21″ N, 4° 56′ 08″ E |              |
| Château fort                                                             | Château de Mont-Saint-Jean                                              | Mont-Saint-Jean                                         | Classé MH (1930) · Inscrit MH (1936) · Notice no PA00112559 · Notice no IA21000544                                                   | XIIe et XVe siècles                                                                                    | 47° 17′ 26″ N, 4° 23′ 59″ E |              |
| Manoir, gentilhommière                                                   | Manoir de Montagnerot                                                   | Fontangy                                                | | XVe au XXe siècle, propriété privée, ne se visite pas, deux tours circulaires.                         | 47° 20′ 38″ N, 4° 23′ 10″ E |              |
| Renaissance                                                              | Château de Montagny-lès-Beaune                                          | Montagny-lès-Beaune                                     | « Photo », notice no IVR26_20112102478NUCA                                                                                           | XVIe au XIXe siècle, flanqué de deux tours.                                                            | 46° 59′ 27″ N, 4° 51′ 03″ E |              |
| Château fort                                                             | Château de Montbard (Château de Buffon)                                 | Montbard                                                | Classé MH (1862, 1947) · Notice no PA00112547 · Inscrit MH (2021) · Notice no PA21000104 · Notice no M0143                           | Xe et XVIIIe siècles, musée Buffon, parc Buffon                                                        | 47° 37′ 37″ N, 4° 20′ 06″ E |              |
| Renaissance · Classicisme, classique                                     | Château de Montculot                                                    | Urcy                                                    | Inscrit MH (2003) · Notice no PA21000029                                                                                             | XVe et XVIIIe siècles                                                                                  | 47° 16′ 22″ N, 4° 50′ 29″ E |              |
| Château fort · Néo-classique                                             | Château de Montenaille                                                  | Busserotte-et-Montenaille                               | | XIVe au XXe siècle, location chambres d'hôtes.                                                         | 47° 40′ 13″ N, 4° 58′ 43″ E |              |
| Château fort · Ruine ou disparu                                          | Château de Montfort                                                     | Montigny-Montfort                                       | Classé MH (1925) · Notice no PA00112553                                                                                              | XIe et XIIIe siècles, visitable                                                                        | 47° 35′ 33″ N, 4° 19′ 30″ E |              |
| Renaissance · Domaine viticole                                           | Château de Monthelie                                                    | Monthelie                                               | Inscrit MH (1988) · Notice no PA00112551 · Notice no IA21004871                                                                      | XVIe et XVIIIe siècles                                                                                 | 46° 59′ 32″ N, 4° 45′ 59″ E |              |
| Maison forte · Renaissance                                               | Château de Montigny-sur-Aube                                            | Montigny-sur-Aube                                       | Classé MH (1961) · Inscrit MH (1961, 2011) · Notice no PA00112557 · Jardin remarquable · Notice no JAR0000038                        | XIIe et XIIe siècles, XVIe et XIXe siècles                                                             | 47° 57′ 10″ N, 4° 46′ 41″ E |              |
| Classicisme, classique                                                   | Château de Montille                                                     | Semur-en-Auxois                                         | Inscrit MH (1976) · Notice no PA00112667                                                                                             | XVIIe siècle                                                                                           | 47° 28′ 23″ N, 4° 19′ 28″ E |              |
| Renaissance · Ruine ou disparu                                           | Château de Montmain                                                     | Montmain                                                | Notice no IA00071054 | XVIe siècle, garni d'une tour d'angle, propriété privée, ne se visite pas, vestiges.                   | 47° 01′ 49″ N, 5° 03′ 46″ E |              |
| Classicisme, classique                                                   | Château de Montmoyen                                                    | Montmoyen                                               | Inscrit MH (1990) · Notice no PA00112753 · Notice no IA00050289                                                                      | XVIIe et XVIIIe siècles                                                                                | 47° 44′ 01″ N, 4° 47′ 40″ E |              |
| Néo-classique                                                            | Château de Montmusard                                                   | Dijon                                                   | Inscrit MH (1929) · Notice no PA00112258 · Notice no IA21000907                                                                      | XVIIIe siècle partiellement démoli au début du XIXe siècle                                             | 47° 19′ 29″ N, 5° 03′ 34″ E |              |
| Néo-classique                                                            | Château de Montot                                                       | Brazey-en-Morvan                                        | | XIXe siècle, de style très classique, propriété privée, ne se visite pas.                              | 47° 10′ 06″ N, 4° 15′ 42″ E |              |
| Néo-classique                                                            | Château de Montot                                                       | Montot                                                  | | XIXe siècle, au nord de Saint Jean de Losne, propriété privée, ne se visite pas.                       | 47° 08′ 34″ N, 5° 14′ 41″ E |              |
| Classicisme, classique                                                   | Château de Montrichard (Château de Trouhans)                            | Trouhans                                                | | XVIIIe au XIXe siècle, propriété privée, ne se visite pas.                                             | 47° 09′ 48″ N, 5° 16′ 31″ E |              |
| Château fort · Classicisme, classique                                    | Château de Mornay                                                       | Montigny-Mornay-Villeneuve-sur-Vingeanne                | | XIIIe au XIXe siècle, propriété privée.                                                                | 47° 33′ 16″ N, 5° 26′ 48″ E |              |
| Classicisme, classique                                                   | Château de Morteuil                                                     | Merceuil                                                | Notice no IA21005328 | XVIIIe siècle, flanqué de tours carrées, propriété privée, ne se visite pas.                           | 46° 56′ 21″ N, 4° 49′ 15″ E |              |
| Château fort                                                             | Château-fort de Mosson                                                  | Mosson                                                  | Notice no IA00096110 | Moyen Âge, XVIe et XIXe siècles                                                                        | 47° 55′ 06″ N, 4° 37′ 36″ E |              |
| Classicisme, classique                                                   | Château de la Motte                                                     | Quetigny                                                | Notice no IA21003152 | XVIIIe siècle, propriété de la commune, visite des extérieurs, tuiles vernissées.                      | 47° 18′ 49″ N, 5° 06′ 18″ E |              |
| Manoir, gentilhommière                                                   | Château de Moux                                                         | Corgoloin                                               | Inscrit MH (1947) · Notice no PA00112227 · Notice no IA21005087                                                                      | XVe au XIXe siècle, location chambres d'hôtes, tourelle d'escalier, communs.                           | 47° 04′ 24″ N, 4° 57′ 52″ E |              |
| Château fort · Classicisme, classique                                    | Château de Munois                                                       | Darcey                                                  | | XIVe au XIXe siècle, propriété privée, ne se visite pas, portes et tourelle carrée.                    | 47° 32′ 02″ N, 4° 33′ 21″ E |              |
| Classicisme, classique                                                   | Château de Musigny                                                      | Musigny                                                 | | XVIIe au XIXe siècle, encadré de deux tours rondes, propose 2 gites.                                   | 47° 09′ 46″ N, 4° 31′ 42″ E |              |
| Château fort · Classicisme, classique                                    | Château de Mussy-la-Fosse                                               | Mussy-la-Fosse                                          | | XVe au XVIIe siècle, propriété privée, tour avec latrine.                                              | 47° 31′ 17″ N, 4° 26′ 09″ E |              |
| Château fort · Ruine ou disparu                                          | Château fort de Nesle                                                   | Nesle-et-Massoult                                       | Notice no IA00063036 | XVe au XVIe siècle, propriété privée, donjon, vestiges en mauvais état.                                | 47° 46′ 39″ N, 4° 25′ 59″ E |              |
| Maison forte                                                             | Maison forte de Neuvelle                                                | Ladoix-Serrigny (Neuvelle)                              | Inscrit MH (1992) · Notice no PA00112779 · Notice no IA21004691                                                                      | XVe siècle, tourelle d'escalier octogonale, propriété privée.                                          | 47° 03′ 49″ N, 4° 54′ 09″ E |              |
| Château fort · Classicisme, classique                                    | Château de Nicey                                                        | Nicey                                                   | Notice no IA00063028 | XVe au XVIIe siècle, propriété privée, ne se visite pas, tours, en mauvais état.                       | 47° 51′ 49″ N, 4° 19′ 06″ E |              |
| Classicisme, classique                                                   | Château de Noiron-sur-Bèze                                              | Noiron-sur-Bèze (rue de l'Eglise)                       | Notice no IA00126196 | XVIIIe siècle, cantonné de tours, propriété privée.                                                    | 47° 26′ 13″ N, 5° 17′ 52″ E |              |
| Néo-classique                                                            | Château de Norges                                                       | Bretigny                                                | | XIXe siècle, caves du XIIIe siècle                                                                     | 47° 24′ 08″ N, 5° 05′ 18″ E |              |
| Néo-classique                                                            | Château de la Noue                                                      | Longvic (6 chemin de la Noue)                           | Notice no IA21003191 | XIXe siècle, propriété privée, ne se visite pas, vaste domaine.                                        | 47° 17′ 35″ N, 5° 01′ 51″ E |              |
| Maison forte · Classicisme, classique                                    | Château d'Ogny                                                          | Marcilly-Ogny                                           | Notice no IA21000515 | XVIIe au XIXe siècle, propriété privée, ne se visite pas, tours, pigeonnier.                           | 47° 14′ 13″ N, 4° 22′ 57″ E |              |
| Classicisme, classique                                                   | Château d'Oisilly                                                       | Oisilly                                                 | Notice no IA00126214 | XVIIIe au XIXe siècle, propriété privée, visible de l'extérieur, colombier, orangerie.                 | 47° 25′ 08″ N, 5° 22′ 06″ E |              |
| Maison forte · Classicisme, classique                                    | Château d'Orain                                                         | Grignon                                                 | Inscrit MH (1984) · Notice no PA00112487 · Notice no IA21004589                                                                      | Moyen Âge, XVIIe siècle                                                                                | 47° 33′ 16″ N, 4° 25′ 16″ E |              |
| Château fort · Renaissance                                               | Château d'Orain                                                         | Orain                                                   | | Moyen Âge, XVIe siècle                                                                                 | 47° 36′ 28″ N, 5° 25′ 41″ E |              |
| Château fort · Ruine ou disparu                                          | Château d'Origny                                                        | Origny                                                  | Notice no IA00054204 | XIVe et XVIe siècles                                                                                   | 47° 42′ 01″ N, 4° 38′ 18″ E |              |
| Classicisme, classique                                                   | Château d'Ouges                                                         | Ouges                                                   | Notice no IA21003359 | XVIIIe au XIXe siècle, propriété privée, parc, deux tourelles d'angle, colombier carré.                | 47° 15′ 17″ N, 5° 05′ 12″ E |              |
| Manoir, gentilhommière                                                   | Manoir de Pagny-la-Ville                                                | Pagny-la-Ville                                          | Notice no IA00071062 | XVIIIe au XIXe siècle, propriété privée, ne se visite pas, jardin d'agrément.                          | 47° 03′ 46″ N, 5° 10′ 31″ E |              |
| Classicisme, classique                                                   | Chateau de Pagny-le-Château                                             | Pagny-le-Château                                        | Classé MH (1919) · Notice no PA00112582                                                                                              | XVIIIe siècle, communs, parties agricoles, cour, parc.                                                 | 47° 02′ 58″ N, 5° 11′ 51″ E |              |
| Néo-classique                                                            | Château du Pasquier                                                     | Vignoles (place de Chevignerot / chemin des Paquiers)   | Notice no IA21005323 | XIXe siècle, parc traversé par le Rhoin, complexe sportif, centre équestre.                            | 47° 01′ 24″ N, 4° 52′ 59″ E |              |
| Manoir, gentilhommière                                                   | Manoir de la Perrière                                                   | Fixin                                                   | Inscrit MH (1996) · Classé MH (2000) · Notice no PA21000003                                                                          | XIIIe et XVIIIe siècles                                                                                | 47° 14′ 40″ N, 4° 58′ 01″ E |              |
| Château fort · Classicisme, classique · Ruine ou disparu                 | Château de Perrigny-lès-Dijon                                           | Perrigny-lès-Dijon                                      | Notice no IA21003146 | XIIIe et XVe siècles, XVIIIe siècle, disparu, démoli à la Révolution                                   | 47° 15′ 59″ N, 5° 00′ 30″ E |              |
| Manoir, gentilhommière                                                   | Manoir de Pichanges                                                     | Pichanges                                               | | XIVe au XXe siècle, propriété privée, porche à canonnière, tourelle octogonale.                        | 47° 27′ 41″ N, 5° 09′ 00″ E |              |
| Néo-classique                                                            | Château de Pluvault                                                     | Longeault-Pluvault                                      | | XIXe siècle, propriété privée, remplace un édifice datant du XVIe siècle.                              | 47° 12′ 49″ N, 5° 15′ 10″ E |              |
| Classicisme, classique · Domaine viticole                                | Château de Pommard                                                      | Pommard                                                 | Notice no IA21004855 | XVIIIe siècle, musée, domaine viticole visitable, six salles de réception.                             | 47° 00′ 29″ N, 4° 47′ 54″ E |              |
| Château fort                                                             | Château de Posanges                                                     | Posanges                                                | Classé MH (1913) · Notice no PA00112593 · Notice no PA00112594                                                                       | XVe siècle                                                                                             | 47° 25′ 06″ N, 4° 31′ 34″ E |              |
| Château fort · Classicisme, classique                                    | Château de Pouilly-sur-Saône                                            | Pouilly-sur-Saône                                       | Notice no IA00071089 | XVe siècle, XVIIIe et XIXe siècles                                                                     | 47° 00′ 55″ N, 5° 07′ 18″ E |              |
| Château fort · Classicisme, classique                                    | Château de Promenois                                                    | Jouey                                                   | Inscrit MH (1976) · Notice no PA00112496                                                                                             | XIVe et XVIIIe siècles                                                                                 | 47° 10′ 23″ N, 4° 27′ 44″ E |              |
| Château fort · Néo-classique                                             | Château de Prusly-sur-Ource dit "de Crépan"                             | Prusly-sur-Ource                                        | Notice no IA00096158 | XIIe et XVIe siècles, XVIIIe et XIXe siècles                                                           | 47° 53′ 06″ N, 4° 39′ 16″ E |              |
| Renaissance                                                              | Château de Puits                                                        | Puits                                                   | Inscrit MH (1971) · Notice no PA00112601                                                                                             | XVe et XVIIIe siècles                                                                                  | 47° 26′ 26″ N, 4° 16′ 26″ E |              |
| Renaissance                                                              | Château de Quemigny-sur-Seine                                           | Quemigny-sur-Seine                                      | Inscrit MH (1975) · Notice no PA00112603                                                                                             | XIIIe et XVIIIe siècles                                                                                | 47° 23′ 32″ N, 4° 24′ 52″ E |              |
| Château fort                                                             | Château de Quincerot                                                    | Quincerot                                               | Inscrit MH (1976) · Notice no PA00112604                                                                                             | XIVe et XVIe siècles, XVIIe et XVIIIe siècles                                                          | 47° 36′ 37″ N, 4° 15′ 56″ E |              |
| Classicisme, classique                                                   | Château de Quincey                                                      | Quincey                                                 | Inscrit MH (1970) · Notice no PA00112605                                                                                             | XVIIe et XVIIIe siècles                                                                                | 47° 06′ 40″ N, 4° 58′ 33″ E |              |
| Classicisme, classique                                                   | Château de Renève                                                       | Renève (le château)                                     | Notice no IA00126233 | XVIIIe siècle, propriété privée, ne se visite pas, parc, serre, chenil, orangerie.                     | 47° 24′ 33″ N, 5° 23′ 49″ E |              |
| Maison forte                                                             | Maison forte de Reuillon                                                | Censerey                                                | | XIVe au XIXe siècle, propriété privée, flanquée d'une tour carrée, pigeonnier.                         | 47° 11′ 21″ N, 4° 20′ 51″ E |              |
| Château fort · Renaissance                                               | Château de La Roche-en-Brenil                                           | La Roche-en-Brenil                                      | Inscrit MH (1992) · Notice no PA00112777                                                                                             | XIIe et XVIe siècles, XVIIe et XVIIIe siècles                                                          | 47° 23′ 06″ N, 4° 10′ 54″ E |              |
| Château fort                                                             | Château de Rochefort                                                    | Asnières-en-Montagne                                    | Classé MH (1974) · Notice no PA00112070                                                                                              | XIIe siècle, en restauration                                                                           | 47° 42′ 54″ N, 4° 15′ 39″ E |              |
| Château fort · Renaissance                                               | Château-fort de Rochefort-sur-Brévon                                    | Rochefort-sur-Brevon                                    | Inscrit MH (1943) · Notice no IA00054237                                                                                             | XIIIe siècle, XIXe siècle                                                                              | 47° 44′ 35″ N, 4° 42′ 09″ E |              |
| Château fort · Renaissance                                               | Château de Rochefort-sur-Brévon                                         | Rochefort-sur-Brevon                                    | Inscrit MH (1982) · Notice no PA00112608                                                                                             | XIXe siècle                                                                                            | 47° 44′ 39″ N, 4° 41′ 57″ E |              |
| Château fort · Néo-gothique                                              | Château de La Rochepot                                                  | La Rochepot                                             | Inscrit MH (2013) · Classé MH (2014) · Notice no PA21000074                                                                          | XIIe et XIXe siècles                                                                                   | 46° 57′ 33″ N, 4° 40′ 52″ E |              |
| Château fort · Renaissance                                               | Château de Rocheprise                                                   | Brémur-et-Vaurois                                       | Inscrit MH (1975) · Notice no PA00112159 · Notice no IA00096262                                                                      | XVe et XVIe siècles, XIXe siècle                                                                       | 47° 26′ 09″ N, 4° 21′ 40″ E |              |
| Maison forte                                                             | Château de la Rochette (Maison forte de la Mothe d'Hubine)              | Sincey-lès-Rouvray                                      | Notice no IA21000844 | XVe au XVIe siècle, au lieu-dit la Motte d'Ubine, propriété privée, cantonnée de tours.                | 47° 26′ 20″ N, 4° 06′ 34″ E |              |
| Classicisme, classique                                                   | Château de la Rochette                                                  | Vic-de-Chassenay (rue de la Rochette)                   | | XVIIIe siècle, propriété privée, tour hexagonale et tours circulaires.                                 | 47° 27′ 12″ N, 4° 16′ 12″ E |              |
| Château fort · Commanderie                                               | Commanderie de La Romagne                                               | Saint-Maurice-sur-Vingeanne                             | Classé MH (1962) · Notice no PA00112632                                                                                              | XIIe et XIVe siècles, XVe siècle                                                                       | 47° 35′ 29″ N, 5° 23′ 38″ E |              |
| Commanderie · Renaissance                                                | Château de Romprey                                                      | Bure-les-Templiers                                      | Notice no IA00050347 | Moyen Âge, XVIe et XIXe siècles                                                                        | 47° 42′ 38″ N, 4° 54′ 13″ E |              |
| Renaissance · Néo-gothique                                               | Château Rose (Château de Grosbois-en-Montagne)                          | Grosbois-en-Montagne                                    | Notice no IA00059692 | XVIe et XVIIIe siècles, XIXe siècle, aile de style néo-gothique                                        | 47° 19′ 05″ N, 4° 35′ 46″ E |              |
| Maison forte · Classicisme, classique                                    | Château de Rosières                                                     | Saint-Seine-sur-Vingeanne                               | Inscrit MH (1927) · Classé MH (1930) · Notice no PA00112643                                                                          | XVe et XVIIe siècles, visitable                                                                        | 47° 29′ 55″ N, 5° 24′ 13″ E |              |
| Château fort · Ruine ou disparu                                          | Château de Rougemont                                                    | Rougemont                                               | Inscrit MH (1996) · Notice no PA21000005                                                                                             | Moyen Âge                                                                                              | 47° 39′ 40″ N, 4° 15′ 06″ E |              |
| Château fort                                                             | Château du Roussay                                                      | Clomot                                                  | Inscrit MH (1929, 1982) · Notice no PA00112217                                                                                       | XIVe et XVe siècles, XVIIe et XVIIIe siècles                                                           | 47° 11′ 33″ N, 4° 29′ 31″ E |              |
| Château fort · Ruine ou disparu                                          | Château de Rouvres                                                      | Rouvres-en-Plaine                                       | | XIIe et XIIIe siècles                                                                                  | 47° 14′ 16″ N, 5° 08′ 31″ E |              |
| Château fort · Ruine ou disparu                                          | Château de Saffres                                                      | Saffres                                                 | | XIIIe siècle, deux tours circulaires, propriété privée, vestiges en restauration.                      | 47° 22′ 03″ N, 4° 34′ 32″ E |              |
| Renaissance                                                              | Château de Saint-Andeux                                                 | Saint-Andeux                                            | | XVIe au XXe siècle, propriété privée, ne se visite pas, tour carrée.                                   | 47° 24′ 11″ N, 4° 05′ 52″ E |              |
| Château fort · Classicisme, classique                                    | Château de Saint-Anthot                                                 | Saint-Anthot                                            | Notice no IA00059683 | Moyen Âge, XVIIIe et XIXe siècles                                                                      | 47° 18′ 58″ N, 4° 38′ 42″ E |              |
| Forteresse, fort(ification)                                              | Redoute de Saint-Apollinaire                                            | Saint-Apollinaire                                       | Inscrit MH (2006) · Notice no PA21000041 · Notice no IA21003260                                                                      | XIXe siècle                                                                                            | 47° 20′ 12″ N, 5° 04′ 27″ E |              |
| Palais · Édifice religieux                                               | Palais abbatial Saint-Bénigne                                           | Dijon                                                   | Classé MH (1939, 2014) · Inscrit MH (1979) · Notice no PA00112249                                                                    | XIIe et XVIIIe siècles, l'École nationale supérieure des beaux-arts de Dijon : ENSA Dijon Art & Design | 47° 19′ 17″ N, 5° 02′ 08″ E |              |
| Classicisme, classique                                                   | Château Saint-Jacques                                                   | Labergement-lès-Seurre                                  | Notice no IA00070995 | XVIIIe siècle, propriété privée, parc, parties agricoles.                                              | 47° 00′ 10″ N, 5° 05′ 43″ E |              |
| Classicisme, classique                                                   | Château Saint-Jean                                                      | Grancey-le-Château-Neuvelle                             | | XVIIIe au XXe siècle, propriété privée, visible de l'extérieur.                                        | 47° 40′ 17″ N, 5° 01′ 30″ E |              |
| Château fort · Ruine ou disparu                                          | Château fort Saint-Maurice                                              | Saint-Victor-sur-Ouche (Marigny)                        | Notice no IA00059675 | XIIIe au XVIe siècle, vestiges visitables.                                                             | 47° 14′ 28″ N, 4° 44′ 52″ E |              |
| Renaissance · Pavillon de chasse                                         | Château de Saint-Rémy                                                   | Saint-Rémy                                              | Inscrit MH (1971) · Notice no PA00112637                                                                                             | XVe et XVIe siècles, XVIIe et XXe siècles                                                              | 47° 38′ 24″ N, 4° 18′ 04″ E |              |
| Château fort · Ruine ou disparu                                          | Château fort de Saint-Romain                                            | Saint-Romain                                            | | XIIIe siècle, en 1869 il est dit ruiné, vestiges bien indiqués.                                        | 46° 59′ 51″ N, 4° 42′ 38″ E |              |
| Château fort                                                             | Château de Saint-Seine                                                  | Saint-Seine-sur-Vingeanne                               | « Photo », notice no AP02L11600 « Photo », notice no AP02L11601                                                                      | Moyen Âge                                                                                              | 47° 31′ 24″ N, 5° 25′ 42″ E |              |
| Maison forte · Ruine ou disparu                                          | Maison forte de Saint-Seine                                             | Saint-Seine-sur-Vingeanne (Rue de la Tour)              | | Moyen Âge, la base d'une grande tour rectangulaire est le seul élément en subsistant                   | 47° 31′ 00″ N, 5° 25′ 14″ E |              |
| Classicisme, classique                                                   | Château de Sainte-Colombe-en-Auxois                                     | Sainte-Colombe-en-Auxois                                | Inscrit MH (1991) · Notice no PA00112768                                                                                             | XVIIe et XVIIIe siècles                                                                                | 47° 25′ 40″ N, 4° 27′ 27″ E |              |
| Classicisme, classique                                                   | Château de Sainte-Sabine                                                | Sainte-Sabine                                           | Notice no IA21000577 | XVIIe au XIXe siècle, hôtel-restaurant et salles pour réceptions.                                      | 47° 11′ 35″ N, 4° 37′ 30″ E |              |
| Château fort · Ruine ou disparu                                          | Château de Salives                                                      | Salives                                                 | Inscrit MH (1932) · Notice no PA00112646                                                                                             | XIIe siècle, donjon visible de la rue, propriété communale, village médiéval.                          | 47° 37′ 00″ N, 4° 55′ 00″ E |              |
| Château fort                                                             | Château de Salmaise                                                     | Salmaise                                                | Inscrit MH (1928) · Notice no PA00112647                                                                                             | XIIe et XVe siècles                                                                                    | 47° 27′ 26″ N, 4° 39′ 45″ E |              |
| Château fort · Renaissance · Domaine viticole                            | Château de Santenay (Château Philippe le Hardi)                         | Santenay                                                | Notice no IA00061486 | XIVe et XVIe siècles, XVIIIe siècle                                                                    | 46° 54′ 52″ N, 4° 41′ 41″ E |              |
| Renaissance                                                              | Château de Saulon                                                       | Saulon-la-Rue                                           | | XVIe au XVIIe siècle, hôtel-restaurant, vaste parc.                                                    | 47° 13′ 24″ N, 5° 03′ 56″ E |              |
| Château fort · Classicisme, classique · Domaine viticole                 | Château de Savigny-lès-Beaune                                           | Savigny-lès-Beaune                                      | Inscrit MH (1940) · Notice no PA00112657 · Notice no IA21004733                                                                      | XIVe et XVIIe siècles                                                                                  | 47° 03′ 42″ N, 4° 49′ 07″ E |              |
| Château fort                                                             | Château de Savigny-sous-Mâlain                                          | Savigny-sous-Mâlain                                     | Notice no IA00059757 | XIVe au XIXe siècle, propriété privée, tour carrée et tour-porche.                                     | 47° 19′ 52″ N, 4° 45′ 33″ E |              |
| Château fort                                                             | Château de Savoisy                                                      | Savoisy                                                 | Notice no IA00063097 | XIIe au XIXe siècle, propriété privée, girouettes, parties fortifiées, jardin et vergers.              | 47° 43′ 50″ N, 4° 24′ 48″ E |              |
| Château fort · Ruine ou disparu · Renaissance                            | Château des seigneurs de Pagny (Château fort Notre Dame)                | Pagny-le-Château                                        | Classé MH (1919) · Notice no PA00112582 · Notice no IA00071076                                                                       | XIIe au XVIe siècle, privé, chapelle.                                                                  | 47° 03′ 10″ N, 5° 11′ 23″ E |              |
| Château fort · Forteresse, fort(ification)                               | Château de Semur-en-Auxois (Le donjon et l'enceinte de la ville)        | Semur-en-Auxois                                         | Classé MH (1862, 1923) · Notice no PA00112666 · Notice no PA00112670                                                                 | XIIIe siècle                                                                                           | 47° 29′ 25″ N, 4° 19′ 47″ E |              |
| Classicisme, classique                                                   | Château de la Serrée                                                    | Mesmont                                                 | Inscrit MH (2016) · Notice no PA21000086 · Notice no IA00125213 · Jardin remarquable · Notice no JAR0000037                          | XVIIIe au XXe siècle, chapelle, colombier, verger, visite du jardin sur rendez-vous.                   | 47° 18′ 32″ N, 4° 45′ 59″ E |              |
| Classicisme, classique                                                   | Château de Serrigny                                                     | Ladoix-Serrigny                                         | Inscrit MH (1992) · Notice no PA00112780 · Notice no IA21004687                                                                      | XVIIe et XVIIIe siècles, XIXe siècle                                                                   | 47° 03′ 59″ N, 4° 53′ 04″ E |              |
| Classicisme, classique                                                   | Château de Seurre                                                       | Seurre (rue du château)                                 | Notice no IA00071099 | XVIIe au XVIIIe siècle, cantonné de tours octogonales, propriété privée, parc, communs.                | 46° 59′ 50″ N, 5° 08′ 46″ E |              |
| Château fort · Classicisme, classique                                    | Château de Souhey                                                       | Souhey                                                  | | mentionné en 1370, reconstruit en 1756                                                                 | 47° 29′ 02″ N, 4° 25′ 19″ E |              |
| Château fort · Renaissance                                               | Château de Soussey-sur-Brionne                                          | Soussey-sur-Brionne                                     | Classé MH (1984) · Notice no PA00112683                                                                                              | XIIIe siècle, XVIe et XVIIe siècles                                                                    | 47° 19′ 26″ N, 4° 32′ 13″ E |              |
| Classicisme, classique                                                   | Château de Tailly                                                       | Tailly                                                  | | XVIIIe au XIXe siècle, location quatre chambres d'hôtes et deux gîtes, beau parc arboré.               | 46° 58′ 11″ N, 4° 48′ 47″ E |              |
| Château fort · Classicisme, classique                                    | Château de Talmay                                                       | Talmay                                                  | Classé MH (1993, 1993) · Notice no PA00112688 · Jardin remarquable · Notice no JAR0000040                                            | XVIIIe siècle avec un donjon du XIIIe siècle visitable en période estivale                             | 47° 21′ 23″ N, 5° 26′ 06″ E |              |
| Classicisme, classique                                                   | Château de Tanyot                                                       | Tanay (Taniot)                                          | Inscrit MH (1988) · Notice no PA00112689 · Notice no IA00126259                                                                      | XVIIIe siècle                                                                                          | 47° 24′ 10″ N, 5° 16′ 14″ E |              |
| Manoir, gentilhommière                                                   | Manoir de Tarperon                                                      | Beaunotte                                               | Notice no IA00054324 | XVIIIe siècle, cinq chambres d'hôtes avec meubles et tableaux d’époques.                               | 47° 40′ 34″ N, 4° 41′ 00″ E |              |
| Classicisme, classique                                                   | Château de Tavannes                                                     | Aisey-sur-Seine                                         | Inscrit MH (1988) · Notice no PA00112052 · Notice no IA00096366                                                                      | XVIIIe siècle, privé                                                                                   | 47° 27′ 01″ N, 4° 20′ 43″ E |              |
| Manoir, gentilhommière                                                   | Manoir dit des Templiers (Maison de Champeaux)                          | Thoisy-le-Désert                                        | Notice no IA21000591 | XVIe siècle, propriété privée, tourelle d'escalier polygonale.                                         | 47° 14′ 43″ N, 4° 31′ 24″ E |              |
| Classicisme, classique                                                   | Château de Ternant                                                      | Ternant                                                 | Inscrit MH (1987) · Notice no PA00112690                                                                                             | XVIIe siècle                                                                                           | 47° 12′ 02″ N, 4° 51′ 18″ E |              |
| Château fort                                                             | Château vieux de Thenissey                                              | Thenissey                                               | Inscrit MH (1929) · Notice no PA00112694                                                                                             | XIVe et XVe siècles                                                                                    | 47° 29′ 36″ N, 4° 37′ 27″ E |              |
| Classicisme, classique                                                   | Château de Thenissey                                                    | Thenissey                                               | Inscrit MH (1944) · Notice no PA00112693                                                                                             | XVIIIe siècle                                                                                          | 47° 29′ 31″ N, 4° 37′ 28″ E |              |
| Château fort · Ruine ou disparu                                          | Château de Thil                                                         | Vic-sous-Thil                                           | Classé MH (1905) · Notice no PA00112720                                                                                              | XIIIe et XIVe siècles                                                                                  | 47° 23′ 06″ N, 4° 20′ 14″ E |              |
| Château fort · Néo-gothique                                              | Château de Thoisy-la-Berchère                                           | Thoisy-la-Berchère                                      | Inscrit MH (1978) · Notice no PA00112695                                                                                             | XIIe et XVe siècles, XIXe siècle                                                                       | 47° 15′ 40″ N, 4° 20′ 43″ E |              |
| Classicisme, classique                                                   | Château de Thorey-sur-Ouche                                             | Thorey-sur-Ouche                                        | | XVIIIe siècle, propriété privée, tour carrée, pigeonnier.                                              | 47° 08′ 44″ N, 4° 41′ 47″ E |              |
| Classicisme, classique                                                   | Château de Thoste                                                       | Thoste                                                  | | XVIIe au XIXe siècle, propriété privée, pavillon, tourelles rondes, portique d'entrée.                 | 47° 26′ 14″ N, 4° 13′ 33″ E |              |
| Classicisme, classique                                                   | Château de Thury                                                        | Thury                                                   | Notice no IA00061532 | XVIIe siècle, flanqué d'une tour carrée, au lieu-dit le Pré de Netaule, propriété privée.              | 47° 01′ 47″ N, 4° 31′ 31″ E |              |
| Classicisme, classique                                                   | Château de Tichey                                                       | Tichey                                                  | Notice no IA00071129 | XVIIIe au XIXe siècle, propriété privée, ne se visite pas, cheminée, parc et communs.                  | 47° 00′ 47″ N, 5° 16′ 47″ E |              |
| Styles xxe siècle                                                        | Château des Tourelles                                                   | Chevigny-en-Valière                                     | Notice no IA21005326 | XIXe siècle construit entre 1870 et 1905 par Louis Brossard.                                           | 46° 58′ 01″ N, 4° 58′ 16″ E |              |
| Château fort · Classicisme, classique                                    | Château de Turcey                                                       | Turcey                                                  | Inscrit MH (1928, 1999) · Notice no PA00112704                                                                                       | XVe au XVIIe siècle, propriété privée, tours rondes, chapelle, décor intérieur.                        | 47° 24′ 41″ N, 4° 42′ 43″ E |              |
| Château fort · Classicisme, classique                                    | Château de Vannaire                                                     | Vannaire                                                | | Moyen Âge, XVIIIe siècle                                                                               | 47° 54′ 49″ N, 4° 34′ 12″ E |              |
| Classicisme, classique                                                   | Château de Vantoux                                                      | Messigny-et-Vantoux                                     | Classé MH (1944, 1945) · Notice no PA00112536                                                                                        | XVIIIe siècle                                                                                          | 47° 23′ 37″ N, 5° 01′ 11″ E |              |
| Renaissance                                                              | Château de la Velle                                                     | Meursault                                               | Inscrit MH (1989) · Notice no PA00112750 · Notice no IA21005375                                                                      | XVIe siècle                                                                                            | 46° 58′ 19″ N, 4° 46′ 07″ E |              |
| Classicisme, classique                                                   | Château de Vellerot                                                     | Saint-Pierre-en-Vaux                                    | | XVIIe au XXe siècle, accueille l'association du Renouveau.                                             | 47° 03′ 30″ N, 4° 30′ 32″ E |              |
| Logis · Renaissance · Demeure seigneuriale                               | Château de la Velotte                                                   | Fleurey-sur-Ouche                                       | | XVIIe au XVIIIe siècle, propriété privée, ne se visite pas                                             | 47° 19′ 08″ N, 4° 51′ 47″ E |              |
| Maison forte                                                             | Château de Venarey-les-Laumes                                           | Venarey-les-Laumes                                      | Notice no IA21004513 | XVIIe siècle, porte charretière et porte piétonne.                                                     | 47° 32′ 09″ N, 4° 26′ 29″ E |              |
| Classicisme, classique                                                   | Château de Verrey                                                       | Verrey-sous-Salmaise                                    | Classé MH (1944) · Notice no PA00112714                                                                                              | XVIIIe siècle                                                                                          | 47° 26′ 17″ N, 4° 40′ 06″ E |              |
| Renaissance · Ruine ou disparu                                           | Château de Verrey-sous-Drée                                             | Verrey-sous-Drée                                        | Notice no IA00059733 | XVIe au XXe siècle, propriété privée, 2 tours rondes en ruine.                                         | 47° 22′ 01″ N, 4° 41′ 20″ E |              |
| Classicisme, classique                                                   | Château de Vesvrotte                                                    | Beire-le-Châtel                                         | Notice no IA00125963 | XVIIe siècle, propriété privée, chapelle, orangerie, fuye, vestiges.                                   | 47° 24′ 26″ N, 5° 13′ 35″ E |              |
| Classicisme, classique                                                   | Château de Veullerot                                                    | Liernais (Veullerot)                                    | | XVIIIe au XIXe siècle, ceint de mur, propriété privée, ne se visite pas.                               | 47° 12′ 20″ N, 4° 18′ 10″ E |              |
| Château fort · Classicisme, classique                                    | Château de Vianges                                                      | Vianges                                                 | Inscrit MH (1980) · Notice no PA00112717                                                                                             | XVe et XVIIe siècles, XVIIIe siècle                                                                    | 47° 09′ 30″ N, 4° 19′ 37″ E |              |
| Néo-classique                                                            | Château de Vignoles                                                     | Vignoles (rue des Châteaux)                             | Notice no IA21005323 | XIXe siècle, parc traversé par le Rhoin, complexe sportif, centre équestre.                            | 47° 01′ 26″ N, 4° 53′ 11″ E |              |
| Château fort · Ruine ou disparu                                          | Château ducal de Villaines-en-Duesmois (Vieux Château)                  | Villaines-en-Duesmois (rue du Vieux-Château)            | Notice no IA00063815 | XIIIe et XIVe siècles, 4 tours en ruines                                                               | 47° 40′ 49″ N, 4° 31′ 46″ E |              |
| Château fort · Renaissance                                               | Château de Villaines-en-Duesmois (dit "des Anglures")                   | Villaines-en-Duesmois                                   | Inscrit MH (1970) · Notice no PA00112723                                                                                             | XIIIe et XVIIe siècles                                                                                 | 47° 40′ 54″ N, 4° 31′ 31″ E |              |
| Château fort · Ruine ou disparu                                          | Château de Villaines-en-Duesmois 3 (Château de Chalvosson)              | Villaines-en-Duesmois (Hameau de Chalvosson)            | Notice no IA00063836 | XVe et XVIe siècles, ancien corps de logis transformé en granges et étables                            | 47° 40′ 34″ N, 4° 33′ 53″ E |              |
| Maison (noble) · Classicisme, classique · Ruine ou disparu               | Château de Villaines-en-Duesmois 4 (dit "le Fief")                      | Villaines-en-Duesmois (rue du Centre ; rue du Cuqueron) | Notice no IA00063816 | XVIIe et XVIIIe siècles, remplacés au 19e siècle par des bâtiments agricoles                           | 47° 40′ 56″ N, 4° 31′ 31″ E |              |
| Château fort · Classicisme, classique                                    | Château de Villargoix                                                   | Villargoix                                              | | XIIIe au XIXe siècle, propriété privée, tour-porche, tourelle d'escalier, bretèche.                    | 47° 17′ 40″ N, 4° 17′ 44″ E |              |
| Renaissance · Classicisme, classique                                     | Château de Villars                                                      | Dompierre-en-Morvan                                     | Inscrit MH (1979) · Notice no PA00112439                                                                                             | XVIe et XVIIIe siècles                                                                                 | 47° 23′ 38″ N, 4° 14′ 45″ E |              |
| Maison forte                                                             | Maison forte de Villars                                                 | Liernais (Villars)                                      | | XIVe au XXe siècle, propriété privée, ne se visite pas, ferme, étang.                                  | 47° 13′ 39″ N, 4° 16′ 43″ E |              |
| Classicisme, classique                                                   | Château de Villars-Fontaine                                             | Villars-Fontaine                                        | Notice no IA21005340 | XVIIIe siècle, dans un écrin[non neutre] de verdure, domaine viticole, 2 caves.                        | 47° 08′ 59″ N, 4° 53′ 27″ E |              |
| Renaissance                                                              | Château de Villars-et-Villenotte                                        | Villars-et-Villenotte                                   | | XVIe au XXe siècle, visible de l'extérieur, tours rondes.                                              | 47° 30′ 41″ N, 4° 22′ 34″ E |              |
| Renaissance · Classicisme, classique                                     | Château de Villeberny                                                   | Villeberny                                              | Inscrit MH (1998) · Notice no PA21000014                                                                                             | XVe et XVIe siècles, XVIIIe et XIXe siècles                                                            | 47° 26′ 38″ N, 4° 36′ 05″ E |              |
| Renaissance                                                              | Château de Villecomte                                                   | Villecomte                                              | | XVe au XXe siècle, appelé également Vieux Logis, doté de deux tours carrée.                            | 47° 30′ 32″ N, 5° 02′ 08″ E |              |
| Renaissance                                                              | Château de Villeferry                                                   | Villeferry                                              | | XVIe au XIXe siècle, tours rondes, porte charretière, propriété privée.                                | 47° 27′ 18″ N, 4° 30′ 52″ E |              |
| Renaissance                                                              | Château de Villeneuve                                                   | Essey                                                   | Notice no IA21000487 | XVIe au XIXe siècle, centre d'éducation spécialisé, tours hexagonales, parc.                           | 47° 11′ 30″ N, 4° 32′ 07″ E |              |
| Château fort                                                             | Château de Villers-la-Faye                                              | Villers-la-Faye                                         | Inscrit MH (1925) · Notice no PA00112727                                                                                             | XVe siècle                                                                                             | 47° 06′ 20″ N, 4° 52′ 28″ E |              |
| Classicisme, classique                                                   | Château de Villey-sur-Tille                                             | Villey-sur-Tille                                        | « Photo », notice no APMH00298030 | XVIIe au XIXe siècle, d'aspect néo-gothique, pavillon carré, tour ronde.                               | 47° 33′ 54″ N, 5° 07′ 02″ E |              |
| Manoir, gentilhommière                                                   | Château de Villiers (Manoir de Pouillenay)                              | Pouillenay (D905)                                       | Inscrit MH (1925) · Notice no PA00112595                                                                                             | XVe au XVIe siècle, deux tours circulaires, visite des extérieurs.                                     | 47° 30′ 11″ N, 4° 28′ 59″ E |              |
| Renaissance                                                              | Château de Villiers-en-Morvan                                           | Villiers-en-Morvan                                      | | XVIe au XIXe siècle, deux tours, parc, dépendances et four.                                            | 47° 08′ 46″ N, 4° 15′ 09″ E |              |
| Renaissance                                                              | Château de Villiers-le-Duc                                              | Villiers-le-Duc                                         | Inscrit MH (1997) · Notice no PA21000010                                                                                             | XVIIe siècle                                                                                           | 47° 29′ 31″ N, 4° 25′ 23″ E |              |
| Renaissance · Classicisme, classique                                     | Château de Villotte-Saint-Seine                                         | Villotte-Saint-Seine                                    | Inscrit MH (1995) · Notice no PA00135226                                                                                             | XVIe et XVIIe siècles, XIXe siècle                                                                     | 47° 25′ 51″ N, 4° 42′ 14″ E |              |
| Classicisme, classique                                                   | Château de Villotte-sur-Ource 1                                         | Villotte-sur-Ource                                      | | | 47° 51′ 50″ N, 4° 40′ 41″ E |              |
| Classicisme, classique                                                   | Château de Villotte-sur-Ource 2                                         | Villotte-sur-Ource                                      | | | 47° 51′ 46″ N, 4° 40′ 42″ E |              |
| Classicisme, classique                                                   | Château de Villy-en-Auxois                                              | Villy-en-Auxois                                         | | XVIIIe au XXe siècle, deux pavillons d'angles, pigeonnier.                                             | 47° 25′ 19″ N, 4° 38′ 10″ E |              |
| Maison forte                                                             | Maison forte de Villy-le-Moutier                                        | Villy-le-Moutier                                        | | XVe au XXe siècle, tours rectangulaires.                                                               | 47° 02′ 17″ N, 4° 59′ 37″ E |              |
| Renaissance · Domaine viticole                                           | Château de Vosne-Romanée                                                | Vosne-Romanée                                           | Notice no IA21005127 | XVIe au XIXe siècle, domaine viticole.                                                                 | 47° 09′ 39″ N, 4° 57′ 19″ E |              |
| Classicisme, classique                                                   | Château de Voudenay (Château de Cécile)                                 | Voudenay                                                | | XVIIIe au XXe siècle, chambres d'hôtes, communs, pigeonnier carré.                                     | 47° 06′ 08″ N, 4° 23′ 37″ E |              |